# Piccola Andaman
Piccola Andaman (lingua Önge: Gaubolambe) è un'isola delle Andamane, la quarta più grande dell'arcipelago. Fa parte del distretto di Andaman Meridionale, appartenente al territorio indiano delle Andamane e Nicobare.

## Geografia
L'isola fa parte del gruppo delle Piccole Andamane ed è separata dall'arcipelago Rutland dal passaggio Duncan. Si trova a 88 km da Port Blair, la capitale delle Andamane e Nicobare e sede dell'aeroporto più vicino.
Piccola Andaman ha un'elevazione di 183 m, con un'estensione di 24 km per 43 km.
L'isola è coperta da foresta pluviale e i suoi 182 km di costa ha numerose spiagge di sabbia bianca ed ospita varie specie rare di tartarughe marine.
Il faro di Piccola Andaman (Richardson's Lighthouse) si trova a 14 km a sud dal porto di Hut Bay, alla punta sud dell'isola.